# Crisópolis
Crisópolis è un comune del Brasile nello Stato di Bahia, parte della mesoregione del Nordeste Baiano e della microregione di Alagoinhas.